# Atari (Go)

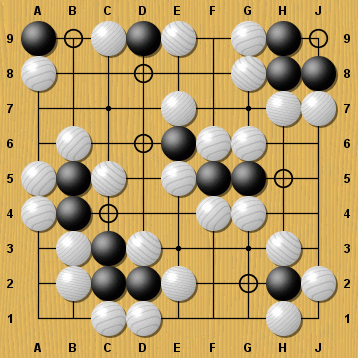
Alle acht schwarzen Gruppen sind im Atari. Gekennzeichnet ist jeweils die letzte Freiheit.

Atari (jap. 当たり; zu Deutsch etwa „Treffer“ oder „Erfolg“) bezeichnet im japanischen Brettspiel Go eine Stellung, in der Steine geschlagen werden können.
Im Go ist eine Gruppe mit (nur noch) genau einer Freiheit im Atari. In der Abbildung sind alle schwarzen Gruppen im Atari, jedoch keine weiße. Die durch Kreise markierten Punkte sind jeweils die letzten Freiheiten der Gruppen. Wie das Feld C4 zeigt, ist es durchaus möglich, dass sich mehrere Gruppen eine gemeinsame letzte Freiheit teilen. Dies können maximal vier sein, da jedes Feld maximal vier Nachbarfelder haben kann (an Rand und Ecken sind drei und zwei).
Eine Gruppe ohne Freiheit kann nach den Regeln des Spiels nicht auf dem Brett existieren. Wird also ein Stein gesetzt, der einer oder mehreren gegnerischen Gruppen die letzte Freiheit nimmt, muss damit automatisch diese Gruppe vom Brett genommen werden. Folglich ist es nach den meisten Go-Regelwerken auch verboten, einen Stein zu setzen, dessen Gruppe nach dem Setzen keine Freiheit mehr hätte, also einen sogenannten „Selbstmord“-Zug zu machen. In den Varianten, in denen Selbstmord erlaubt ist, muss danach der Stein und die restlichen der Gruppe vom Brett genommen werden. Die Steine zählen als Gefangene des Gegners.
Ein Sonderfall tritt jedoch ein, wenn der gesetzte Stein nicht nur die letzte Freiheit der eigenen Gruppe, sondern auch die mindestens einer gegnerischen nimmt. In diesem Spezialfall darf der Stein gesetzt werden, und die gegnerischen Steine werden gefangen. In unserem Beispiel wäre ein weißer Stein auf J9 kein Selbstmord, sondern würde drei schwarze Steine schlagen. Damit hat die eigene Gruppe auch wieder mindestens eine Freiheit und kann existieren (es werden also nicht etwa beide Gruppen vom Brett genommen). Eine Ausnahme ist die Kō-Regel.
Gerettet werden kann eine Stellung, wenn ein Zug die Anzahl der Freiheiten erhöht. Eine Gruppe, bei der es keinen solchen Zug oder keine solche Zugfolge gibt, sie also bei jedem Zug wieder im Atari steht, heißt Oi-otoshi (追い落とし „todgeweiht“). Der Umkehrschluss ist allerdings nicht zu ziehen. Findet sich also ein Zug, mit dem die Anzahl der Freiheiten erhöht werden kann, so kann die Gruppe lediglich im nächsten Zug nicht geschlagen werden.
Gruppen, die im Atari stehen, werden vom Gegner nicht notwendigerweise sofort im nächsten Zug geschlagen. Zu beurteilen sind die Möglichkeiten der Steine, zu entkommen, und die Konsequenzen hiervon. Gibt es ohnehin keine Zugsequenz, die die eingeschlossene Gruppe rettet, so ist das Schlagen meistens ein verschwendeter Zug, und der Spieler wird sich anderen Teilen des Brettes zuwenden (手抜き tenuki). Auch könnte der lokale Punktgewinn im Vergleich zu anderen Zügen schlicht zu gering sein. In diesem Fall würde die Situation von den Spielern in einer späteren Phase des Spiels wieder aufgegriffen werden. Vorteile des direkten Schlagens sind wiederum, dass eine eventuell schwache umschließende Gruppe mit einem Schlag stark wird, und jedes Potenzial für den Gegner (z. B. Treppenbrecher zu spielen) ausgelöscht ist. Im Umkehrschluss können eingeschlossene Gruppen, welche auf dem Brett verbleiben, unter Umständen später wieder ins Geschehen eingreifen, etwa wenn im Verlauf des Spieles die umschließenden Steine geschwächt werden.